# Antoni Caralps i Massó
Antoni Caralps i Massó (Barcelona, 2 de juny 1904 - 25 de desembre de 1991) fou un metge català, especialitzat en la cirurgia del tòrax i patologies pulmonars.

## Biografia
Es llicencià en medicina a la Universitat de Barcelona el 1925 i es doctorà a la Universitat de Madrid el 1936. Abans de la guerra civil espanyola fou professor d'anatomia i entre 1934 i 1936 participà en diversos Congressos de Metges i Biòlegs en Llengua Catalana i en les Monografies Mèdiques dirigides per Jaume Aiguader i Miró.
Més tard fou cap del departament de cirurgia toràcica a l'Hospital de la Santa Creu i Sant Pau, treballà a la Clínica Plató i el 1972 ingressà a la Reial Acadèmia de Medicina de Catalunya. Ha fet importants treballs sobre el tractament quirúrgic de la tuberculosi, els tumors intratoràcics i els cists hidatídics del pulmó, així com sobre els trasplantaments d'òrgans amb caràcter experimental. El 1987 va rebre la Creu de Sant Jordi.

## Obres
- Tractaments quirúrgics de la tuberculosi pulmonar I. Pneumolisi intrapleural. (1935)
- La millor via d'abordatge de la primera costella,